# Blair McGlashan
Blair McGlashan (rond 1965) is een Brits informaticus die samen met zijn collega Andy Bower aan de basis stond van de programmeertaal Dolphin Smalltalk.
Van 1984 tot 1987 studeerde hij aan de Universiteit van Birmingham, waar hij een bachelor van Science in de softwareontwikkeling behaalde.
Van 1997 tot 2005 was hij Chief Technologist bij Object Arts, waar hij samen met zij collega Andy Bower de programmeertaal Dolphin Smalltalk ontwikkelde.
Sinds 2005 werkt hij bij Microsoft

## Publicaties
- Andy Bower en Blair McGlashan, Twisting the Triad[dode link] (2000)